# Johannes Friessner
Johannes Frießner  (n. 22 martie 1892, Chemnitz, Regatul Saxoniei – d. 26 iunie 1971, Bad Reichenhall, Bavaria) a fost un general german în timpul celui de-Al Doilea Război Mondial.
A intrat în Armata Germană în 1911 și, după ce a participat la Primul Război Mondial, a făcut parte din Reichswehr după război.
După ce a fost promovat ca General maior la 1 august 1940, în timpul celui de-Al Doilea Război Mondial, Friessner a fost trimis pe Frontul de Răsărit, unde la 1 mai 1942 a fost pus la comanda Diviziei de Infanterie a 102-a. Curând după ce a fost promovat ca General-locotenent la 1 octombrie 1942, Friessner a comandat Corpul XXIII de Armată de la 19 ianuarie la 11 decembrie 1943 (perioadă în care este promovat ca General de Infanterie la 1 aprilie).
În februarie 1944, Friessner a fost transferat pe Frontul de Nord și încadrat la comanda Grupului Sponheimer (detașamentul de armată "Narva" redenumit la data de 23 februarie). Fiind promovat ca Generaloberst (General-colonel) la 1 iulie, Friessner a fost pentru o scurtă perioadă la comanda Grupului de Armate Nord până la 25 iulie, înainte de a fi trimis pe frontul de sud la comanda Grupului de Armate Sud Ucraina (mai târziu redenumit ca Grupul de Armate Sud-Est). Neputând să oprească ofensiva sovietică timp de patru luni a mareșalului Rodion Malinovski de pe Al Doilea Front Ucrainean, Friessner a fost eliberat de la comandă la 22 decembrie. Nemaiavând nicio funcție de comandă până la sfârșitul războiului, Friessner s-a retras la Bayerisch Gmain până la moartea sa, la 26 iunie 1971.
În 1951 el a fost președinte al Verbund Deutsche Soldaten. În timpul anilor 1950 el a fost activ în consilierea privind refacerea armatei germane: a Bundeswehr-ului. În 1956, Friessner a scris memoriul Verratene Schlachten (cu sensul de Bătăliile trădate) despre ce s-a întâmplat cât timp a fost la comanda Grupului de Armate Sud Ucraina.